# 李紫翔
李紫翔（1902年—1979年），原名延瑞，曾用名董志诚，安徽泾县人。中华人民共和国经济学家。

## 生平
1920年，考入安徽省第四师范学校。曾因参加学生进步活动被捕入狱。1922年出狱，去安源路矿子弟学校任教。同年加入中国社会主义青年团。次年转入中国共产党，调中共安源地委工作。曾任社会主义青年团天津地委书记、全国铁路总工会秘书、中共河北省委秘书长等。1933年春，上海中共地下党组织遭破坏，遂与组织失去联系。1934年夏，改名董志诚去泰山，任冯玉祥秘书，为其起草抗日宣传讲稿。1941年，离开冯玉祥，任职于国民政府经济统计处，主持工矿业统计，编辑《四川经济》季刊，兼为《新蜀报》写经济社论。1946年后，任《商务日报》总编兼重庆大学银行系教授、中国国民经济研究所研究员，求精商学院教授、院长。1948年，改任《国民公报》经济主笔，参加中国国民党革命委员会。
中华人民共和国成立后，历任西南行政委员会委员、财政委员会委员及研究室主任、计划局局长、中华人民共和国劳动部副部长、四川省水利厅厅长等职。著有《中国后方工业经济》、《拉西曼报告书之农村部分研讨》、《乡村建设运动之评价》、《中国合作运动之批判》等。